# المنطقة الشمالية (سنغافورة)
المنطقة الشمالية بسنغافورة (بالأردية: شمالی علاقہ، سنگاپور، بالفرنسية: Région du nord (Singapour)، بالإنجليزية: North Region, Singapore، بالملايوية:Wilayah Utara): هي واحدة من المناطق الخمس في دولة المدينة. تعتبر المنطقة ثاني أكبر منطقة من حيث المساحة، ويبلغ عدد سكانها 582.330 نسمة.